# Richard Scott Bakker
Richard Scott Bakker (ur. 2 lutego 1967 w Simcoe) – kanadyjski pisarz fantastyki.

## Życiorys
Dorastał na farmie tytoniu w okolicach Simcoe i od 1986 uczęszczał na Uniwersytet Zachodniego Ontario, gdzie zdobył dyplom literatury, później został magistrem teorii i krytyki. Usiłował ukończyć doktorat filozofii na Uniwersytecie Vanderbilt; następnie przeprowadził się do Londonu w Ontario, gdzie mieszka do dziś ze swoją żoną.

## Twórczość

### Druga Apokalipsa

#### Książę Nicości
- Mrok, który nas poprzedza (2004)
- Wojownik-Prorok (2005)
- Myśl Tysiąckrotna (2006)

#### The Aspect-Emperor
- The Judging Eye (2009)
- The White-Luck Warrior (2011)
- The Great Ordeal (2016)
- The Unholy Consult (2017)

### Cykl Disciple Manning
- Disciple of the Dog (2010), wyd. polskie Pamięć doskonała, tłum. Tomasz Wyżyński (2012), ISBN 978-83-7659-539-9
- The Enlightened Dead (w planach)

### Samodzielne powieści
- Neuropata (2011)